# Spariolenus tigris
Spariolenus tigris är en spindelart som beskrevs av Simon 1880. Spariolenus tigris ingår i släktet Spariolenus och familjen jättekrabbspindlar. Inga underarter finns listade i Catalogue of Life.